# カワサキモータース
カワサキモータース株式会社（英: Kawasaki Motors, Ltd.）は、兵庫県明石市に本社を置き、オートバイ、サイド・バイ・サイド・ビークル、全地形対応車、水上オートバイ、汎用エンジンなどを製造販売する企業。川崎重工業の連結子会社。株式の80%を川崎重工業、20%を伊藤忠商事株式会社が保有する。
2021年2月12日に分割準備会社として設立され、同年10月1日に川崎重工業の社内カンパニー「モーターサイクル&エンジンカンパニー」の部門を簡易吸収分割により譲受（事実上の分社独立）して事業を開始した。川崎重工グループで唯一のB2C事業を担う。
オートバイメーカーとしてのコーポレートカラーはライムグリーンとしている。

## 解説

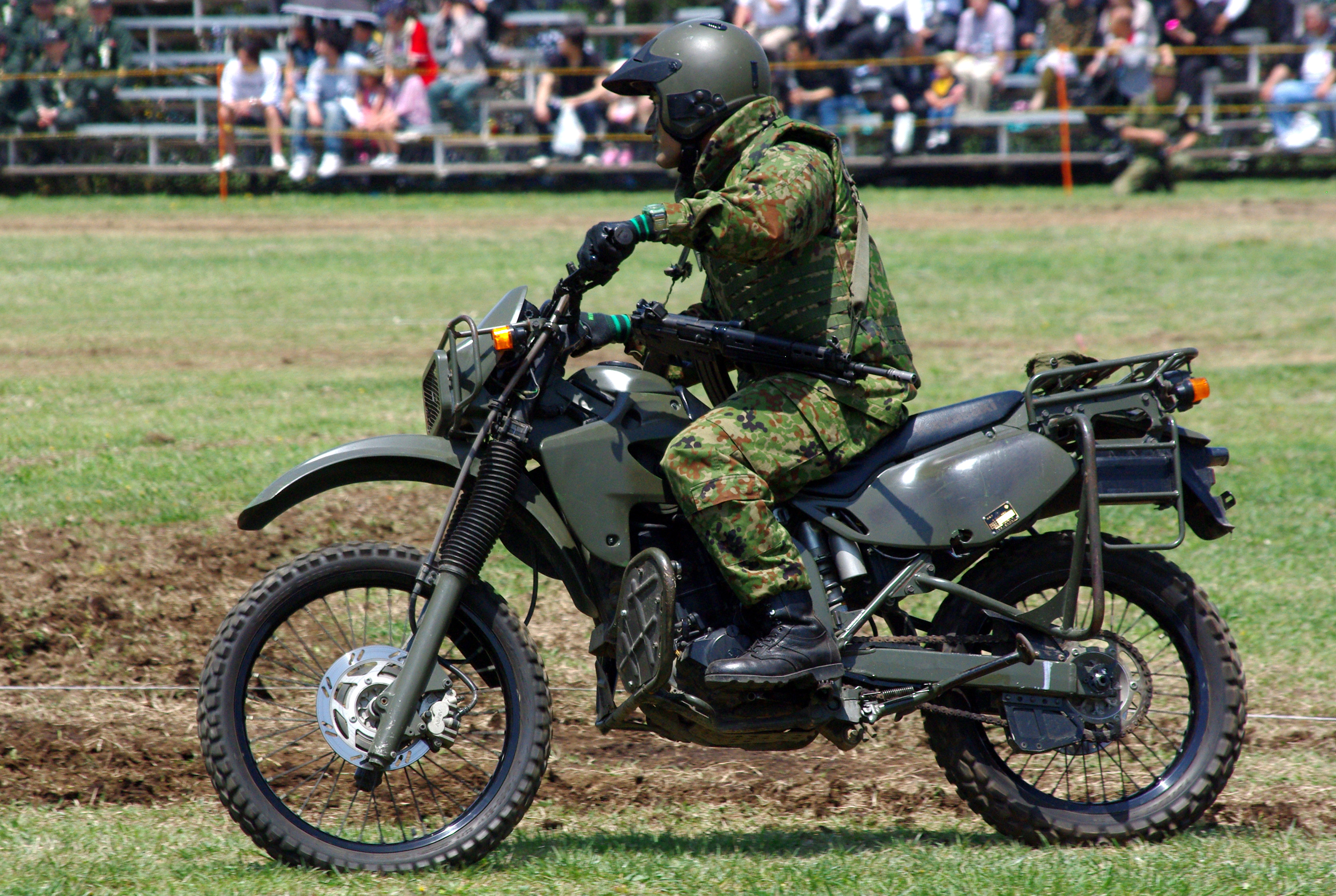
KLX250（自衛隊仕様）

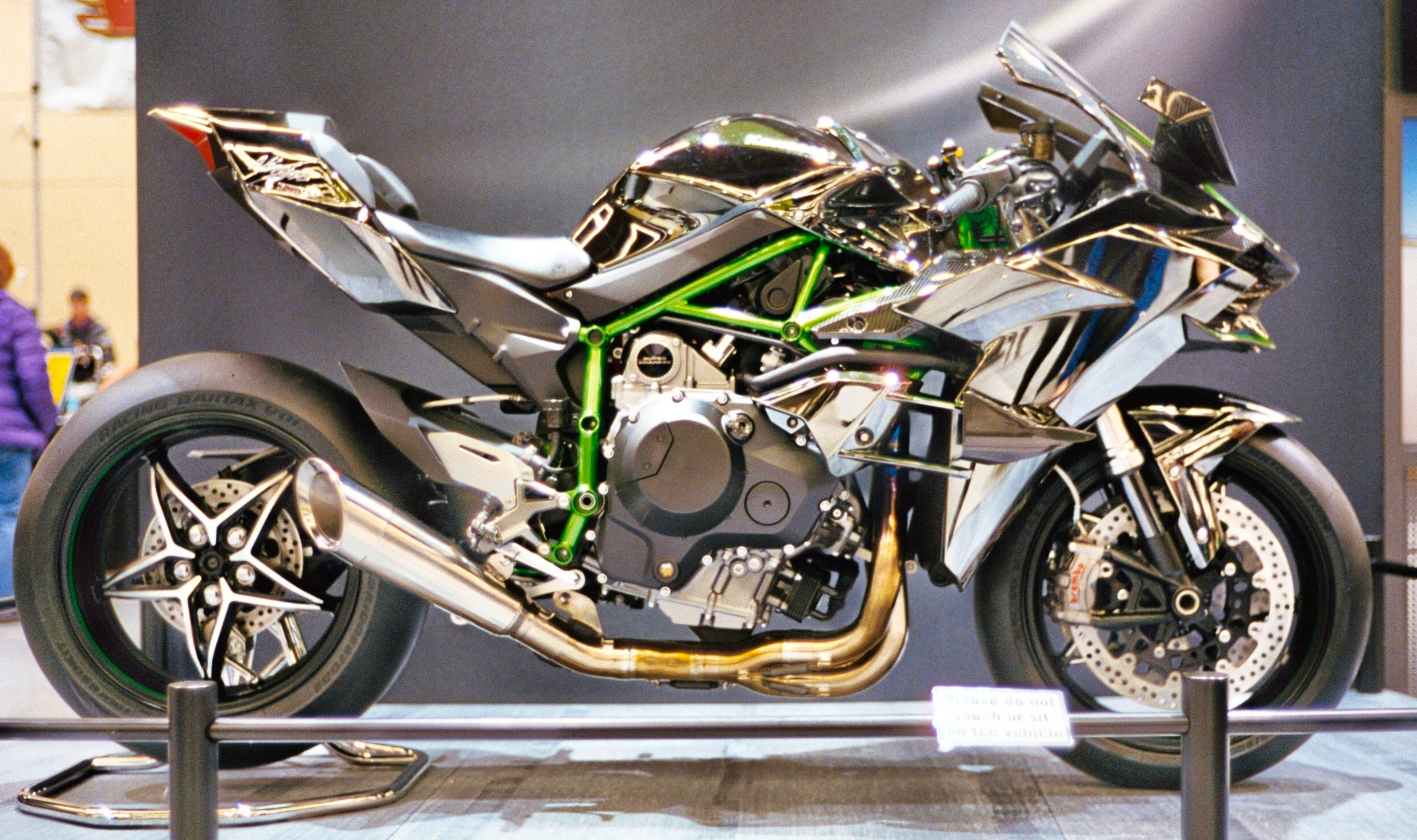
Ninja H2R。スーパーチャージャーを搭載。

飛燕などの軍用機を製造していた川崎航空機工業（第1次）は、敗戦後の1946年5月31日に社名を川崎産業と変更。明石工場は明石空襲で被災して壊滅状態にあったが、明石工場の疎開工場として戦時中に設置した播州歯車工場（滝野）と高槻工場が生き残っており、変速機用の歯車を製造・供給し、次いで二輪車向けのエンジンを試作していた。
川崎産業は1950年3月1日に川崎都城製作所を設立し、同年5月1日には川崎機械工業と川崎岐阜製作所を設立して解散。歯車の製造・供給は川崎機械工業によって行われた。なお、川崎都城製作所は1951年3月31日に解散したが、会社清算中の1953年9月21日に社名を川崎航空機工業（第2次）と変更して存続することになった。
1953年1月に播州歯車工場で2ストロークエンジン、同年2月に高槻工場で4ストロークエンジンの生産がそれぞれ開始された。同年には川崎機械工業製の2ストロークエンジンを搭載した大日本機械工業の電光号が発売されたが、大日本機械工業は同年中に富士自動車傘下となり、電光号の販売を中止して東京瓦斯電気工業製のエンジンを搭載するDNB号に変更することが決まると、電光号の設計者たちが独立して同年12月15日に明発工業が設立された。「明発」は「明石の発動機」を表している。また、同年10月には同根の川崎岐阜製作所も川崎機械工業製の2ストロークエンジンを搭載したバイクスクーター「川崎号」を発売したが、高額で十分な販売網もないため200台しか売れなかった。
川崎機械工業は1954年3月15日に川崎岐阜製作所とともに川崎航空機工業に吸収合併された。明発工業も同年7月に社名を川崎明発工業と変更したが、ブランド展開は「明発」だった（1957年から「メイハツ」）。川崎航空機工業（明石）が製造する発動機を川崎明発工業（東京）へ供給する体制から、川崎航空機工業での一貫生産体制へシフトするのは1960年で、同年9月19日に明石工場内に二輪車組立工場（第24工場）が完成し、同年11月には250cc以上を主力とする目黒製作所と業務提携を結んで500ccまでのフルラインが整った（メイハツの主力は125ccだった）。カワサキブランド第1号機は1961年発売のカワサキ・B7とされており、明石での一貫生産体制確立後に東京工場を閉鎖した川崎明発工業は同年5月に社名をカワサキ自動車販売と変更し、「カワサキ」と「メグロ」の販売会社となった。
目黒製作所は1962年に社名をカワサキメグロ製作所と変更し、1964年に川崎航空機工業に吸収された。そして、川崎航空機工業も1969年4月1日に川崎車輛とともに川崎重工業に吸収合併された。
モーターサイクル部門は2007年には川崎重工業の売上高のうち最大の約3割を占めるようになり、大型二輪車の販売台数は第2位となった。二輪車全体におけるカワサキの販売シェアは長らく日本の4大オートバイメーカーのうち4位だったが、軽二輪（125cc超250cc以下）については2013年2月の月間新車販売台数でシェアが2位となった。
2008年（平成20年）9月からの平成18・19年国内二輪車排出ガス規制全面施行で、規制への対応を行った車両を除き日本国内向け一般市販車両全車種の生産終了を公表し、大幅に日本向けのラインアップは減少させたが、2010年（平成22年）現在では規制に対応させ発売する車両数を徐々に増やしている。日本国内への正規販売は販売子会社であるカワサキモータースジャパンが行っている。
日本国外では1986年（昭和61年）にインドのバジャージ・オートと技術提携が結ばれ、ライセンス生産や共同開発製品などを行っている。2012年（平成24年）には中国・ロンシンモーターと事業提携が結ばれ、合弁会社によるカワサキブランドの二輪車の中国国内における製造・販売を開始することとなっていたが2013年1月16日に合意に至らず円満解消となった。2019年（令和元年）には、欧州法人を通じて休眠状態であったビモータと合弁会社を設立することを発表している。
2001年4月1日より社内カンパニー制が導入され、当初は「汎用機カンパニー」、2010年4月1日の改編後は「モーターサイクル&エンジンカンパニー」が事業を担ってきたが、2021年2月12日に「モーターサイクル&エンジンカンパニー」の分社化に向けた分割準備会社として川崎重工業の完全子会社であるカワサキモータース株式会社を設立し、同年10月1日に川崎重工業が「モーターサイクル&エンジンカンパニー」の全事業をカワサキモータースに事業譲渡（簡易吸収分割）し、カワサキモータースとしての事業を開始した。これに伴いビモータやキムコといった海外メーカーとの関係強化も図るとしている。
2024年11月、伊藤忠商事と資本業務提携を結ぶ。川崎重工が持つカワサキモータース株の20%を伊藤忠が取得し、アメリカにて、カワサキモータースと伊藤忠の合弁で販売金融事業を行う。

## レース活動
カワサキレーシングチームとしてレース活動を行っている。

### サーキット

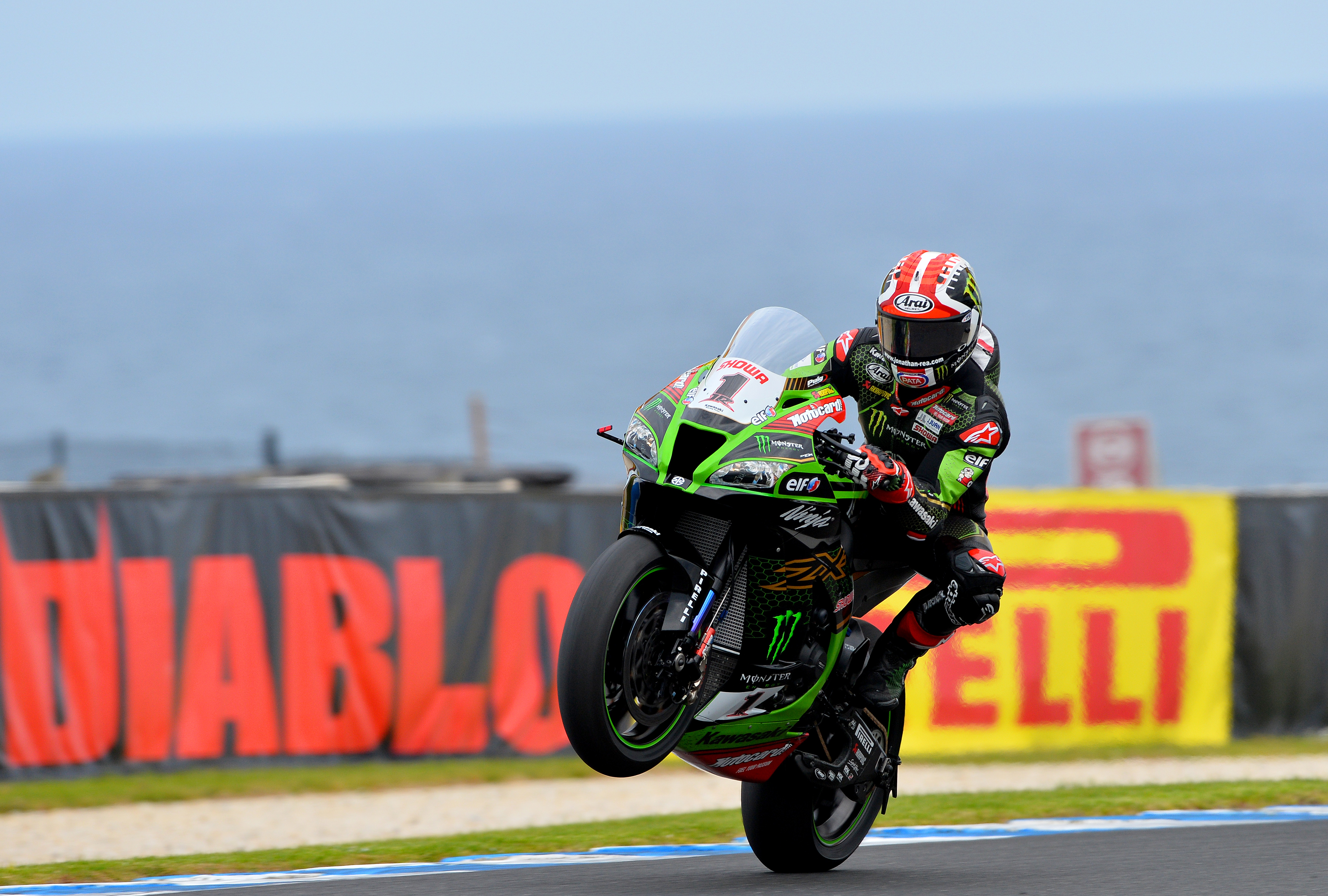
カワサキでスーパーバイク5連覇を達成したジョナサン・レイ

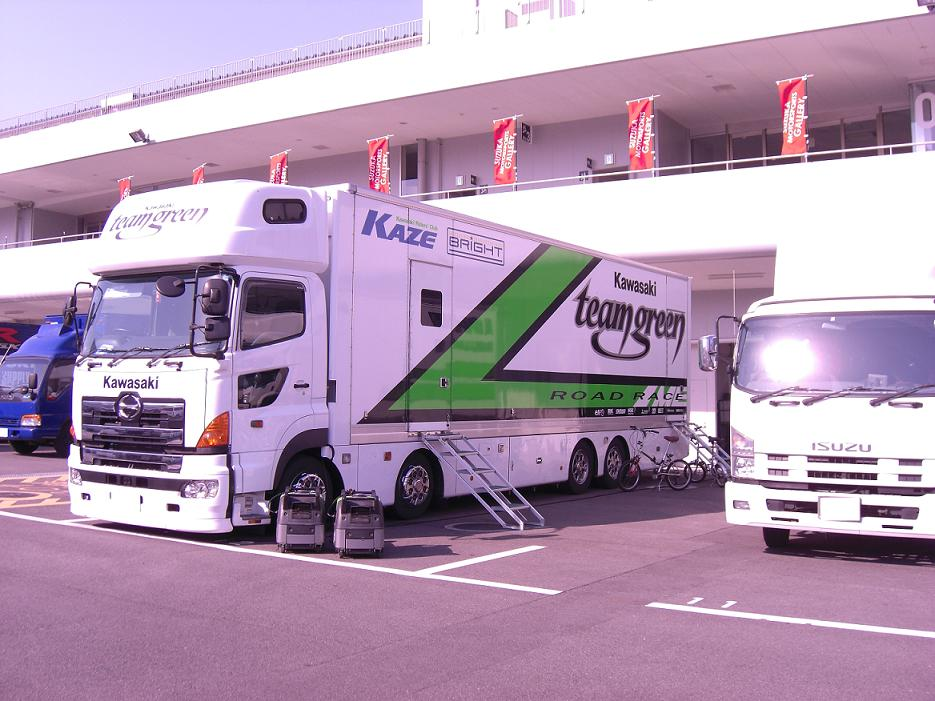
チームグリーントレーラー（鈴鹿サーキットパドックにて）

カワサキのロードレースで最も成功を収めたのはスーパーバイク世界選手権（WSBK）で、2015年～2020年（平成27年～令和2年）までの間、ZX-10Rでマニュファクチャラーズチャンピオンとライダースチャンピオン（ジョナサン・レイ）を6連覇した。これは同選手権最多連覇記録である。カワサキワークスとしては2024年シーズンを最後に撤退するが、代わってカワサキ傘下のビモータが翌2025年よりWSBKに参戦する。カワサキはビモータにエンジン供給を行う他、チームメンバーの大半もビモータに移籍する。
ロードレース世界選手権（MotoGP、旧WGP）には1970年代後半～1980年代前半に中排気量クラスに参戦し、250ccクラスを4連覇して350ccクラスでも3度タイトルを獲得した。最高峰クラスには2003年（平成15年）からZX-RRで参戦し、2008年（平成20年）までメーカーチームとして参加、2009年（平成21年）まで他チームへの車両提供を行っていた。しかしこちらはタイトルはおろか1勝も挙げることができずに終わっている。
FIM世界耐久選手権（EWC）ではカワサキ・フランスを母体とするチームが古くからタイトル争い常連であり、日系の各メーカーと互角の戦いを繰り広げている。
北米のロードレースでは1960年代から活躍しており、70～80年代のAMAスーパーバイクでタイトルを連覇している。1969年のデイトナ200で、緑色のカラーリングの「チームグリーン」として参戦したのが、現在のブランドカラーの起源となっている。
国内の全日本ロードレース選手権（JRR）や全日本モトクロス選手権（JMX）では、ディーラー系チームの「チームグリーン」がワークス格として参戦していたが、2020年を持ってチーム母体を川崎重工業（現カワサキモータース）へ移管の上、ロードレースから撤退した。鈴鹿8耐の優勝は日本4大メーカーで最も少なく、通算で2回（1993年、2019年）のみである。

### オフロード

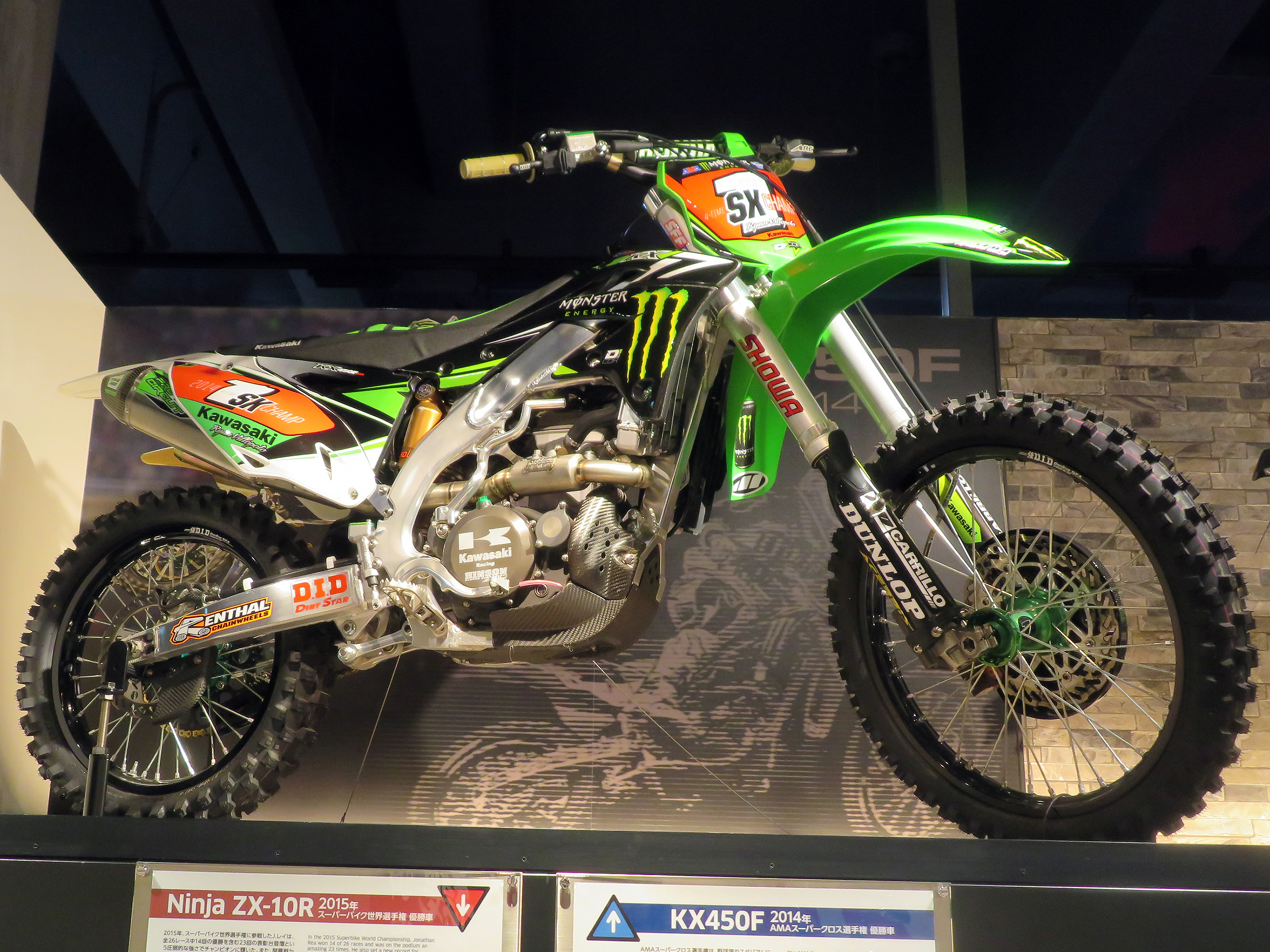
2014年スーパークロスマシンのKX450F

モトクロス世界選手権（MXGP）では90年代～2000年代に、250ccと125ccクラスで合計5度のライダースタイトルを獲得している。F1王者のキミ・ライコネンは引退後の2022年、自身のアイスワン・レーシングをハスクバーナからカワサキに切り替え、モトクロス世界選手権のファクトリーチームとして活動している。女性部門（Women's MX）では2023年現在最も多くのライダースタイトルを獲得したブランドとなっている。
ラリーレイドではバハ1000において1988～1996年に9連覇を果たしている。1996年の優勝を最後にファクトリー参戦から撤退したが、2009年にセミワークス体制で復帰。2014年大会で、長らく覇権を築いていたホンダを破って通算10度目の総合優勝を果たした。
ダカール・ラリーにはワークス体制の参戦はないが、プライベーターや欧州法人による参戦が見られ、1991年のステージ1で、史上1度のみステージ勝利・ラリーリーダーを記録したことがある。
北米AMAモトクロス/AMAスーパークロスではジェフ・ワードやリッキー・カーマイケル、ジェームス・スチュワート、ライアン・ビロポート、イーライ・トマックといったスターたちの活躍で多数のタイトルを獲得し、2007年は全3クラス（450/250東/250西）を制覇した。また日本人ライダーの下田丈がカワサキのKX250に乗り、日本人として初めてAMAモトクロス、AMAスーパークロス、AMAスーパーモトクロスでの優勝を果たしている。
前述のとおり国内のカワサキファクトリーチームはロードレースから撤退する一方で、モトクロスの参戦は継続している。
アメリカのATVレースにも参戦していた。
00年代にスズキとの提携により、モトクロッサーの相互OEM供給や共同開発を行っていたこともあった。

## 製品

### オートバイ（現行車種）
| 外観              | 車名                         | 排気量                     | タイプ                    | 備考 |
| ----------------- | ---------------------------- | -------------------------- | ------------------------- | ---- |
| 125cc以下         |                              |                            |                           |      |
|                   | Z125プロ                     | 124cc                      | ネイキッド                |      |
| 125cc超250cc以下  |                              |                            |                           |      |
|                   | ニンジャ250                  | 248cc                      | スポーツ                  |      |
|                   | Z250                         | 248cc                      | ネイキッド                |      |
|                   | ニンジャZX-25R SE            | 248cc                      | スポーツ                  |      |
|                   | KX250                        | 249cc                      | オフロード                |      |
| 250cc超400cc以下  |                              |                            |                           |      |
|                   | ニンジャ400                  | 398cc                      | スポーツ                  |      |
|                   | Z400                         | 398cc                      | ネイキッド                |      |
|                   | エリミネーター               | 398cc                      | アメリカン                |      |
|                   | ニンジャZX-4R SE             | 399cc                      | スポーツ                  |      |
|                   | ニンジャZX-4RR               | 399cc                      | スポーツ                  |      |
| 400cc超1000cc以下 |                              |                            |                           |      |
|                   | KX450                        | 449cc                      | オフロード                |      |
|                   | ニンジャ7ハイブリッド        | 451cc                      | スポーツツアラー          |      |
|                   | Z650                         | 649cc                      | ネイキッド                |      |
|                   | Z650RS                       | 649cc                      | ネイキッド                |      |
|                   | ニンジャ650                  | 649cc                      | スポーツ                  |      |
|                   | ニンジャZX-6R                | 636cc                      | スポーツ                  |      |
|                   | ヴェルシス650                | 649cc                      | ツアラー                  |      |
|                   | W800                         | 773cc                      | ネイキッド                |      |
|                   | MEGURO K3                    | 773cc                      | ネイキッド                |      |
|                   | Z900                         | 948cc                      | ネイキッド                |      |
|                   | Z900RS Z900RS CAFE Z900RS SE | 948cc                      | ネイキッド/カフェレーサー |      |
|                   | ニンジャZX-10R               | 998cc                      | スポーツ                  |      |
|                   | ニンジャH2 SX/SX SE          | 998cc スーパーチャージャー | ツアラー                  |      |
|                   | Z H2                         | 998cc スーパーチャージャー | スポーツ                  |      |
| 1000cc超          |                              |                            |                           |      |
|                   | Z1000                        | 1043cc                     | ネイキッド                |      |
|                   | ニンジャ1000SX               | 1043cc                     | スポーツツアラー          |      |
| 電動車            |                              |                            |                           |      |
|                   | ニンジャe-1                  |                            | ネイキッド                |      |
|                   | Z e-1                        |                            | ストリートファイター      |      |

### 過去に生産されたオートバイの車種
| 125cc以下 - 85J1 - AV50 - AE50/80 - AR50/80/125 - KS-I/II - KSR-I/II/110 - ペットM50 - ヰセキ・ペット50、タフ50/55(井関農機へのOEMのみ) - コヨーテ50/110 - MT-1ダイナマイト - KV75 - G1シリーズ（90） - KM90 - 90TRトレールボス（GA4）/100（G4TR） - KE90 - 90MS/KM90 - 90SS/90DX（G7） - G5/KE100 - C1（120） - C2SS/C2TR - B1シリーズ（125）/KC125 - 125TRボブキャット（F6） - 125TR（125MS/KS125） - Dトラッカー125 - KE125 - KMX125 - KV125AGI-Bike - KDX125SR - KH90/125 - エリミネーター（125）（ELIMINATOR） 125cc超250cc以下 - エプシロン150（EPSILON・スズキOEM） - B11（175） - F2（175） - F7（175） - Z200 - A1サムライ（250）/A1SS - F4サイドワインダー（250）/F21M - 250TRバイソン（F8） - 250TR（F11） - F11M/250MX/KX250 - 250TX（KT250） - CS250 - KL250A1/A2 - KL250A3~A5/C - KV250 AGI-Bike - KL250R - スーパーシェルパ - KDX175 - KLX250A - KDX250A - KMX200 - KDX200SR - KDX220SR - KDX250SR - KLE250アネーロ - KR250 - KR-1 - ZXR250/R - GPz250 - GPZ250R - GPX250R/II - バリオス（BALIUS） - バリオスII（BALIUS-II） - Dトラッカー（D-TRACKER） - エリミネーター250 - エプシロン250（EPSILON・スズキOEM） - ZZR250 - ヴェルシス250 - エリミネーター250V - Z250LTD - Z250FT - Z250FS - 250SS MACHI - KH250 - 250TR 250cc超400cc以下 - GPZ400R - GPZ400S - GPX400R - GPz400/F/FII - ZZR400 - Z400FX - Z400GP - Z400RS - Z400T - Z400LTD - EN400/TWIN - FX400R - ZX-4 - ZXR400/R - ゼファー/χ（カイ） - ザンザス（XANTHUS） - EX-4 - KLE400 - エリミネーター400 - バルカン/II/クラシック/ドリフター - ZRX400/II - A7アベンジャー（350）/A7SS/A7スペシャル - 350TRビッグホーン（F5）/F9 - 350SS MACHII - KH400 - KX400/KDX400 - W400 - ER-4n | 400cc超750cc以下 - 454LTD - EN500/LTD - KLE500 - GPz750R - GPZ600R - GPZ500R - GPX600R - GPX750R - 750RS (Z2) - Z650 - Z650LTD - GPz750F - GPz550F - Z550FX - ゼファー550 - ゼファー750/RS - Z750Four - Z750FX - Z750FXII/Z750FXIII - Z750LTD - Z750GP - Z750 Spectre - Z750T - KL600R - KLR650 - ZXR750/R - ZX-7R - ER-5 - テンガイ - 650-W1 - 650RS-W3 - W650 - エリミネーター750 - ZR-7/S - 500SS MACH III - KH500 - 750SS MACH IV - 750ターボ - Z750/S/R - バルカンS 750cc超 - Z1/Z900 - Z1-R - Z1000（Z1000A） - Z1000（ZRT） - Z1000GP - Z1000MKII - Z1000H - Z1000ST - Z1000J - Z1000R ローソンレプリカ - Z1100GP - Z1100R - Z1100 Spectre - GPz1100 - GPZ900R（Ninja） - GPZ1000RX - ZL1000 - 1000GTR - ZX-10 - ZZR1100（ZX-11） - GPZ1100 - Ninja ZX-9R - ゼファー1100 - ZRX1100R/II - ZRX1200R/S - エリミネーター（900） - Ninja ZX-12R - Ninja H2 - Ninja H2 CARBON - Ninja H2R - ZZR1200 - ZZR1400 (Ninja ZX-14R) - Z1000 - Z1300（KZ1300） - バルカン800 - バルカン900カスタム（VULCAN900Custom） - バルカン1500 - バルカン1600 - バルカン2000 競技車両 - KX80/500 - KDX200R/220R/250R - KDX400 - KLX125/250 |

### コンセプトカー
- 三輪電動ビークル「J」

### サイド・バイ・サイド・ビークル（日本国外）
- MULE
- TERYX

### 全地形対応車（日本国外）
- SPORT
- UTILITY
- MOJAVE
- KSF
- KVF
- BAYOU

### 水上オートバイ

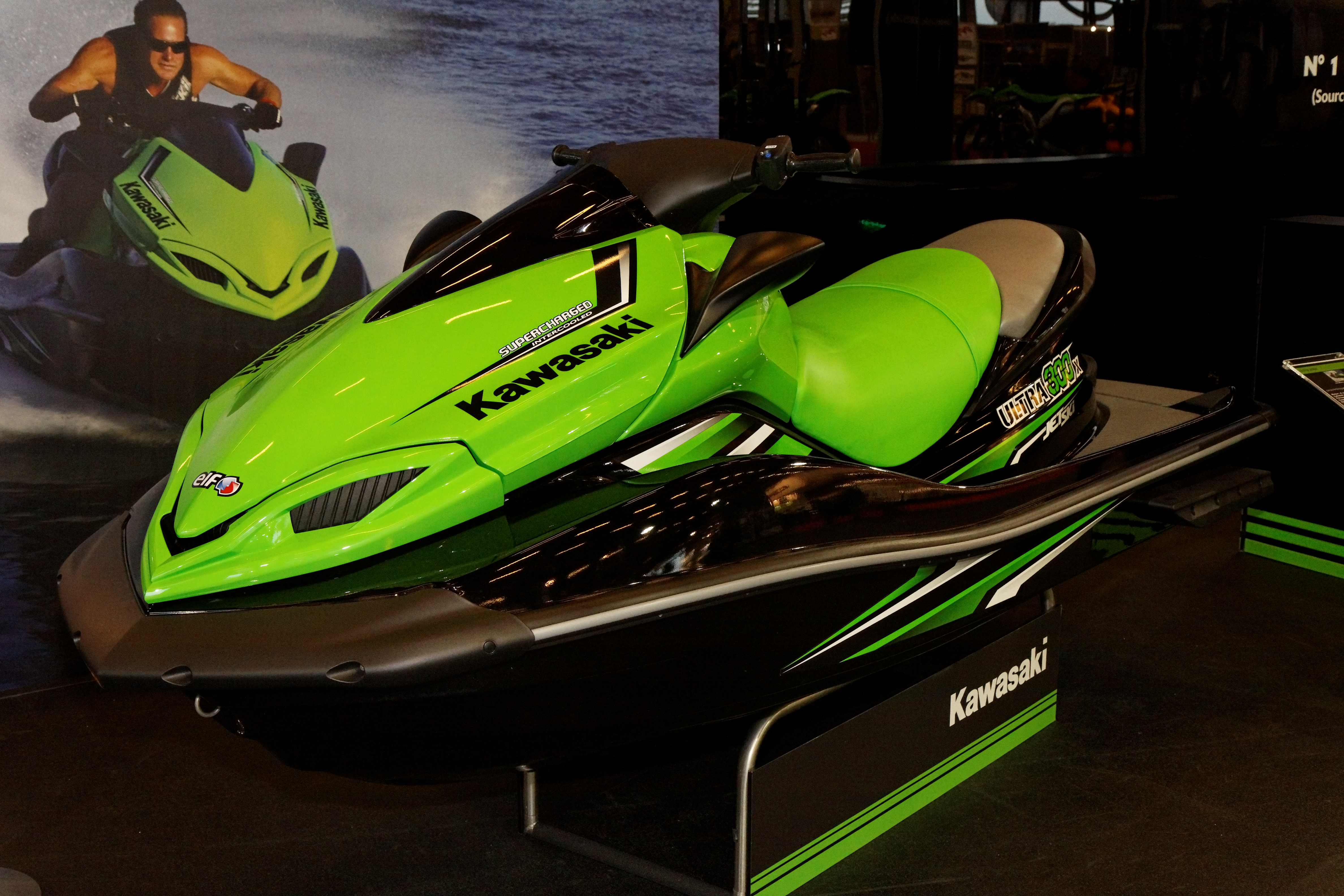
カワサキ・ULTRA 300X

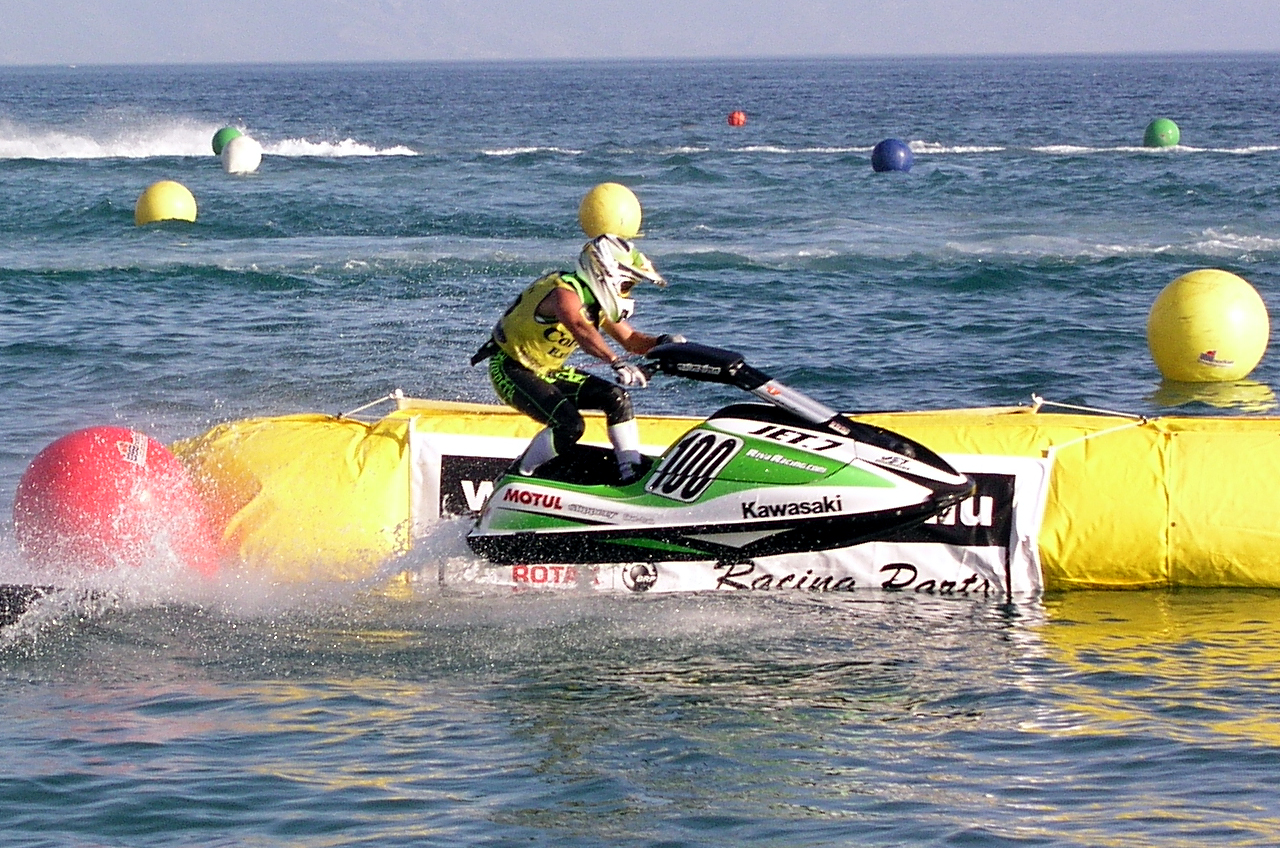
ジェットスキーをする人

商標の普通名称化がおきている「ジェットスキー」はカワサキの登録商標である。
- 800 SX-R
- X-2
- STX
- STS
- ULTRA
- SX
- X-4
- SuperSport
- TS
- ZXi
- SC
- JETMATE
- JS

### 汎用エンジン
- FH641V